# 間諜最後の日
『間諜最後の日』（かんちょうさいごのひ、原題：Secret Agent）は、1936年製作のイギリスのスパイ・スリラー映画。アルフレッド・ヒッチコック監督。サマセット・モーム原作の短編小説集『アシェンデン』収録の「The Traitor」と「The Hairless Mexican」の映画化作品である。
製作国でも著作権保護期間（アメリカ合衆国では1922年以前に公開、日本では1953年以前に公開、それ以外の多くの国では公開後70年）が満了したために、現在パブリックドメインとなっている。

## あらすじ
第一次世界大戦中の1916年5月10日、イギリス軍大尉で小説家のエドガー・ブロディは休暇で帰国したところ、新聞に自分の死亡記事を発見する。彼は自分自身を「R」とだけ名乗る男のところに連れて行かれ、その男は彼に極秘任務を引き受けるよう依頼する。それは、中東で混乱を引き起こすためにアラビアに向かうドイツのエージェントを見つけ出し排除することである。同意すると、ブロディは死んだことにされ、リチャード・アシェンデンという新たな身分が与えられ、ハゲでもメキシコ人でも将軍でもないが、「毛のないメキシコ人」、「将軍」などとして知られる殺し屋の協力を得ることとなる。
ブロディの死亡した「前任者」は、敵の工作員が中立国スイス、ジュネーブのホテル・エクセルシオールに滞在していると考えていた。「アシェンデン」がそこに到着すると、「R」が魅力的な妻エルサ・キャリントンをも与えてくれたことに驚く。彼らのスイートに入ると、アシェンデンは、彼女に惚れてしまった、同じホテルの宿泊客であるロバート・マーヴィンにも出会う。マーヴィンは、エルサの夫の到着に少しだけ躊躇いを見せるが、変わらずエルサにちょっかいを出し続ける。2人きりになったとき、エルサがスリルを求めてその任務を強く希望したと聞いて、アシェンデンは不快になる。
アシェンデンと将軍は二重スパイである教会のオルガニストに会いに行くが、彼は死んでいた。しかし、彼の手には明らかに殺人犯との格闘で引きちぎったと思われるボタンが見つかった。2人がエルサに会うためにカジノに行った際、そのボタンを誤ってギャンブルのテーブルに落としてしまう。それが自分のボタンと同じに見えるため、ケイポーという名前の経験豊富なイギリス人登山家は、それが自分のものだと思い込む。
アシェンデンと将軍は、2人のうちどちらが近くの山でより高く登れるかという（嘘の）賭けをしているので、その決着のために協力して欲しいとケイポーに頼む。その瞬間が近づくにつれ、アシェンデンは自分は冷酷な殺人を犯すことが出来できないことを悟るが、将軍はそんなことには全く頓着せず、疑うことを知らないケイポーを崖から突き落とす。
しかし暗号電報が、ケイポーが2人の標的ではないことを知らせる。将軍はそのことをとても面白いと思うが、エルサはその話を聞いてひどく取り乱す。彼女はアシェンデンに一目惚れしたと伝えていたにも拘わらず、任務を辞めるこにする。ロビーで彼女はマービンに出会う。行き先の決まっていない彼女は、自分も一緒に連れて行ってくれるように彼に頼む。一方、アシェンデンと将軍はチョコレート工場（秘密の「ドイツのスパイ郵便局」）の労働者に賄賂を渡し、前日に来た非常に重要なメッセージを見せて貰う。2人は、それが他ならぬマービンに宛てられたものであることを知る。
アシェンデンと将軍はマービンとエルサと同じ列車に乗って追跡を開始する。2人が何も対策を講じられないうちに、列車は国境を越えて敵地であるトルコに入り、大勢の兵士が乗車してくる。それにも拘わらず、2人はマービンを彼のコンパートメントで1人にすることに成功する。冷酷な殺人を防ごうと、エルサはピストルを抜く。アシェンデンが何も出来ないうちに、列車は「R」が差し向けた飛行機によって攻撃され、脱線してしまう。 マービンは列車の残骸に閉じ込められるが、何とか将軍を射殺して事切れる。アシェンデン夫妻は共にスパイ稼業から足を洗う。

## キャスト
| 役名                                | 俳優                                        | 日本語吹替 |
| ----------------------------------- | ------------------------------------------- | ---------- |
| ブロディ / リチャード・アシェンデン | ジョン・ギールグッド                        | 田中正彦   |
| エルサ                              | マデリーン・キャロル                        | 藤貴子     |
| 将軍                                | ピーター・ローレ                            | 檀臣幸     |
| マーヴィン                          | ロバート・ヤング                            | 矢崎文也   |
| ケイパー                            | パーシー・マーモント                        | をはり万造 |
| R                                   | チャールズ・カーソン                        | 駒谷昌男   |
| ケイパー夫人                        | フローレンス・カーン                        |            |
| リリー                              | リリー・パルマー                            |            |
|                                     | マイケル・レッドグレイヴ （クレジットなし） |            |
|                                     | マイケル・レニー （クレジットなし）         |            |

その他の日本語吹替：赤城進、更井孝行、深沢エミ、渡辺育子、大塚智則、井口泰之
※ヒッチコックの登場シーン：8分頃。ジョン・ギールグッドがスイスに降り立った際、ほかの乗客に紛れて共に降船する。